# 熔爐山禪修中心
熔爐山禪修中心（英語：Furnace Mountain Zen Retreat Center），又名觀世音高地寺（英語：Kwan Se Um San Ji Sah，意為：Perceive World Sound High Ground Temple），是一座位於美國肯塔基州克萊市的佛教禪宗寺廟，由崇山禪師和戴高禪師於1986年共同創立，曾是國際觀音禪院的分支機構，但後來從國際觀音禪院分離出來，成為獨立的寺廟機構。1990年，寺廟的靜座大廳首先完工，1994年寺廟建成後正式對外界開放。觀世音高地寺以傳統的朝鮮佛教寺廟為其建築設計的藍本。該寺位於丹尼爾·布恩國家森林紅河峽谷地區的森林之中。目前觀世音高地寺的寺主和首席教授師是戴高禪師。

## 照片

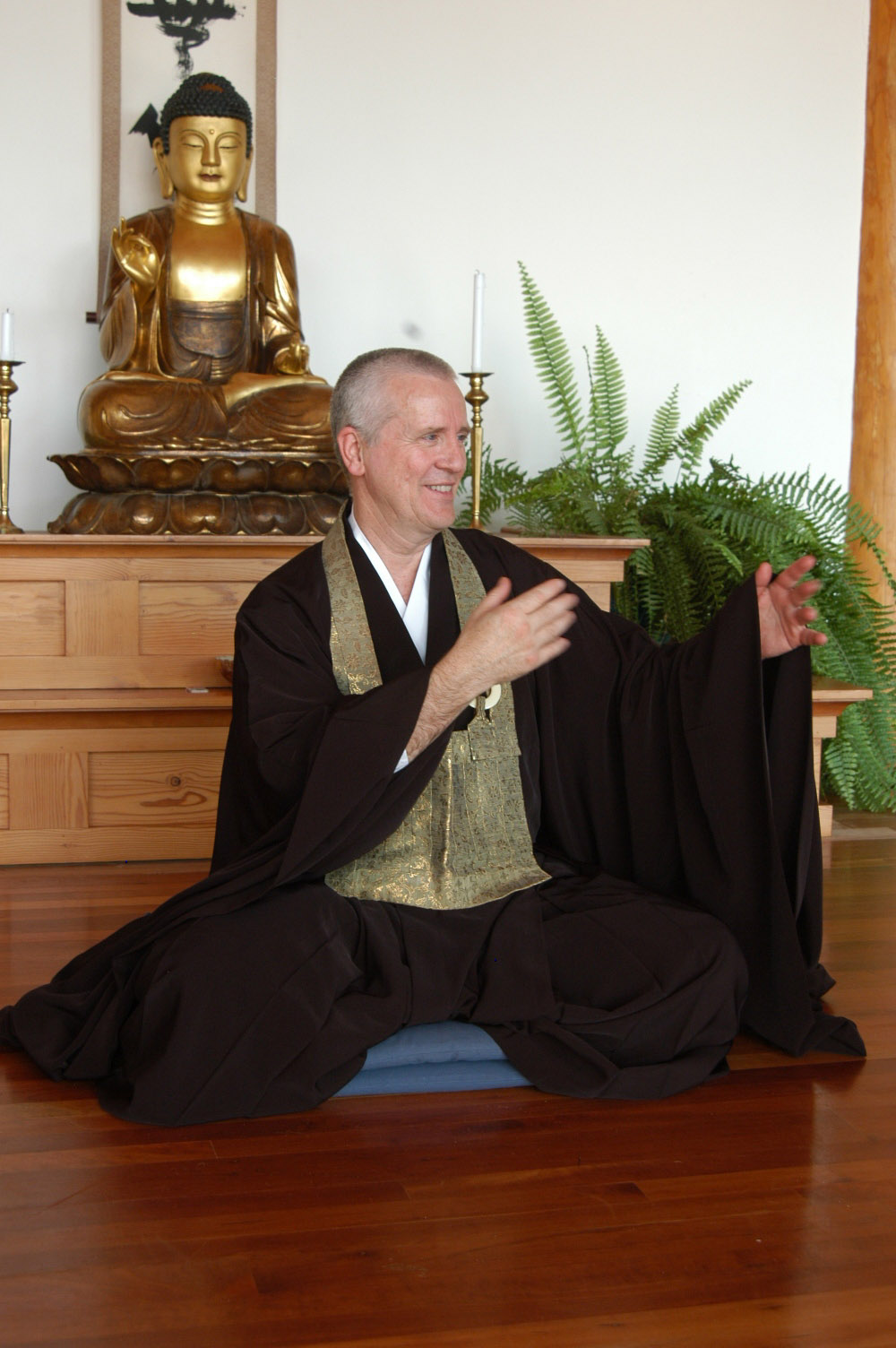
戴高禪師（英语：Dae Gak）
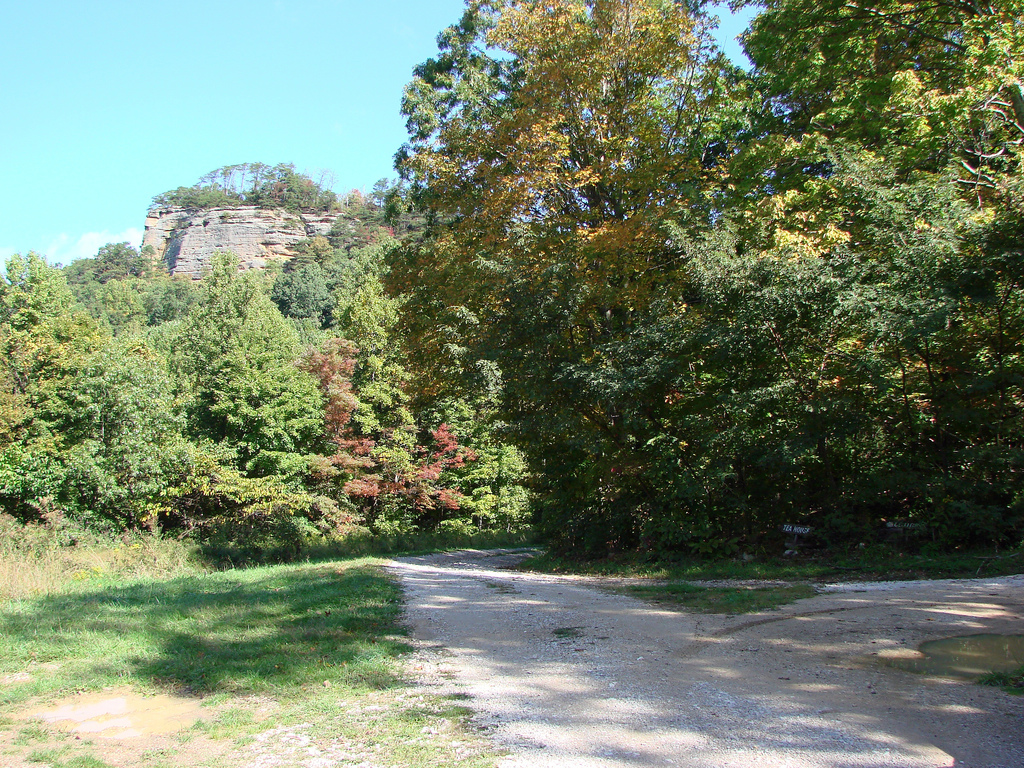
通往禪修中心的道路
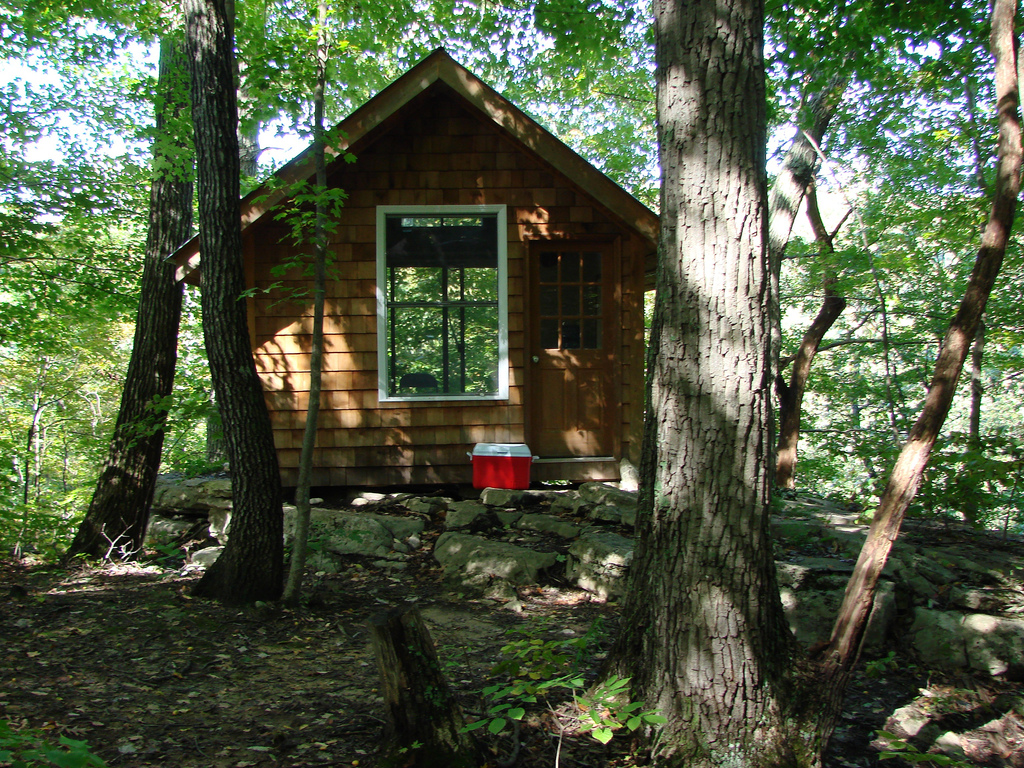
學員的個人禪修室

## 外部鏈結
- 熔爐山禪修中心官方網站 （页面存档备份，存于）